# Marloffsteinia
Marloffsteinia is een geslacht van uitgestorven weekdieren uit de klasse van de Gastropoda (slakken). Exemplaren van dit geslacht zijn slechts als fossiel bekend.

## Soort
- Marloffsteinia cyclostoma (Benz, 1832) †